# Ascuta ornata
Ascuta ornata là một loài nhện trong họ Orsolobidae.
Loài này thuộc chi Ascuta. Ascuta ornata được Raymond Robert Forster miêu tả năm 1956.